# Symplocos rimbachii
Espèce
Statut de conservation UICN

 VU D2 : Vulnérable
Symplocos rimbachii est une espèce de plantes à fleurs de la famille des Symplocaceae.

## Publication originale
- Flora of Ecuador 43: 30. 1991.